# Roberto Martínez
Roberto Martínez Montoliú (ur. 13 lipca 1973 w Balaguer) – hiszpański trener piłkarski oraz piłkarz występujący na pozycji pomocnika. Selekcjoner Reprezentacji Portugalii.

## Statystyki kariery

### Trener
Aktualne na 19 listopada 2019.
| Zespół         | Od              | Do              | Statystyka | Statystyka | Statystyka | Statystyka | Statystyka |
| Zespół         | Od              | Do              | M          | W          | R          | P          | % W        |
| Swansea City   | 24 lutego 2007  | 15 czerwca 2009 | 126        | 63         | 37         | 26         | 50,00      |
| Wigan Athletic | 15 czerwca 2009 | 5 czerwca 2013  | 175        | 51         | 47         | 77         | 29,14      |
| Everton        | 5 czerwca 2013  | 12 maja 2016    | 143        | 61         | 39         | 43         | 42,66      |
| Belgia         | 3 sierpnia 2016 | 1 grudzień 2022 | 76         | 54         | 11         | 11         | 71,05      |
| Łącznie        | Łącznie         | Łącznie         | 487        | 209        | 129        | 149        | 42,92      |
| -------------- | --------------- | --------------- | ---------- | ---------- | ---------- | ---------- | ---------- |

## Osiągnięcia

### Zawodnik
Real Saragossa
- Puchar Króla: 1993/94

Wigan Athletic
- Football League Third Division: 1996/97
- Football League Trophy: 1998/99

Swansea City
- Football League Trophy: 2005/06

### Trener
Swansea City
- Football League One: 2007/08

Wigan Athletic
- Puchar Anglii: 2012/13

Belgia
- III miejsce na Mistrzostwach świata: 2018